# Émile d'Oultremont
Pour les autres membres de la famille, voir Famille d'Oultremont.
Émile d'Oultremont de Wégimont et de Warfusée, né le 21 juillet 1787 à Anvers et mort le 4 août 1851 au château de Warfusée (Saint-Georges-sur-Meuse), est un diplomate et homme politique belge qui joua un rôle dans la formation du royaume de Belgique. Membre de la noblesse belge, il hérita du titre de comte d'Oultremont.

## Biographie

### Premières années
Émile Charles d'Oultremont est membre de la famille d'Oultremont. Il est le fils du comte Charles-Ignace d'Oultremont de Wégimont et d'Anne Henriette de Neuf d'Aische, et le petit-fils de Jean d'Oultremont.
Il est baptisé clandestinement au château de sa mère à Viersel qui y protégeait un prêtre membre du Clergé réfractaire.
Orphelin de père à 15 ans et aîné de famille, il échappe au service militaire en se faisant remplacer. Sous le régime napoléonien, il accepte des charges. Dès 1807, il est nommé lieutenant de louveterie dans l'Entre-Sambre-et-Meuse - tout à la fois charge et faveur - mais qui lui permette de chasser dans les forêts impériales.
Il est le premier intendant choisi par le conseil d'administration de l'hospice d'Oultremont à Huy en 1817 pour gérer cette ancienne maison claustrale. Il désigne l'abbé Pierre Antoine Crousse pour le diriger. Cependant, les rentes fermières assignées par la donatrice à cette œuvre de charité disparaissent bientôt.

### Fonctions publiques exercées
Sa carrière est féconde et déterminée par un catholicisme ardent combiné avec une forte dose de libéralisme. Unioniste convaincu, il lutte sans cesse pour le rétablissement de toutes les libertés sans exceptions, et s'oppose au régime de La Haye lors de la période du royaume uni des Pays-Bas.
Élu en 1827 aux États provinciaux de Liège par l'Ordre équestre en remplacement de Félix de Lannoy, comme membre du parti catholique. Émile prend une voie différente de son prédécesseur. À la séance des États provinciaux du 4 juillet 1828, il réclame, avec six autres membres, le rétablissement du jury.
Guillaume Ier des Pays-Bas lui accorde une concession de minerai de fer par arrêté royal du 17 décembre 1828. Il s'agit de la concession de Stave-Biesmerée qu'il partage avec Hyacinthe de Thomaz.
Il est élu président de l'Association constitutionnelle en avril 1829.
Lors de la révolution belge, il devient président de la commission de sûreté publique de Liège instaurée le 27 août 1830 par le gouverneur provincial Samuel Johannes Sandberg van Essenburg pour maintenir l'ordre public et éviter les pillages. Cependant lorsque Charles Rogier décide la constitution d'un gouvernement provisoire composé de trois membres, il se tourne vers Émile d'Oultremont, « véritable puissance dans le pays de Liège qui a pour lui la noblesse ». Les drapeaux des journées révolutionnaires à Bruxelles porteront son nom. Mais à l'égal de nombreux membres de la noblesse belge, il prend ses distances vis-à-vis de la révolution, en particulier des émeutes lors de l'insurrection de 1830 dans les Pays-Bas méridionaux et de la participation liégeoise à la révolution belge.
Il est élu au Congrès national par le district de Liège le 6 novembre 1830. Un temps pressenti à la fonction suprême, il vote pour l’élection du chef de l'État, préalable aux négociations, pour l'élection du prince Léopold de Saxe-Cobourg, pour l’adoption des 18 articles, et est du nombre des dix-neuf députés qui présentent le projet de décret dans la séance du 20 juillet 1831 déclarant que Surlet de Chokier avait bien mérité de la patrie.
Patronné par le parti catholique, il passe au Sénat belge en octobre 1831, élu par l'arrondissement de Turnhout. Il démissionne en 1837 et est remplacé à la Chambre par l'époux de sa sœur, Ferdinand du Bois de Nevelle.
Il se montre anti-orangiste (les Nassau lui ont refusé l'exploitation de la houille sur ses terres, de même que l'érection d'une église villageoise vers 1810), alors que sa cousine, Henriette d'Oultremont, est la maîtresse puis la seconde épouse du roi Guillaume Ier des Pays-Bas.
Il rentre dans la diplomatie en 1838 comme envoyé extraordinaire et ministre plénipotentiaire près du Saint-Siège et les cours de Naples et de Toscane, fonctions qu'il conserve jusqu'en 1844. Son successeur est le baron van den Steen de Jehay. A Rome, il participe en 1840 aux recherches dans les catacombes et découvre les reliques de Saint-Florius que le pape Grégoire XVI accorde au baron Joseph van der Linden d'Hooghvorst. Ce martyr, saint des catacombes de Sainte-Agnès, à la Via Nomentana de Rome devient le saint protecteur de Limal.
Il réside principalement en ses terres seigneuriales d'exploitations agricoles qu'il gère avec soin et agrandit à plus de mille hectares.
Il épaule les efforts des jésuites pour fonder les Facultés universitaires Notre-Dame de la Paix à Namur. Il a des préoccupations sociales et éducatives, bâtissant une église et une école en son village de Saint-Georges-sur-Meuse et y assurant le traitement du curé et des instituteurs.
Il est président honoraire de la commission administrative du dispensaire ophtalmique de Liège, membre de la Société libre d'émulation de Liège, décoré de la croix de fer, commandeur de l'ordre de Léopold et de l'ordre du Christ de Portugal, et grand’croix de l'ordre de Saint-Grégoire-le-Grand.

### Vie personnelle

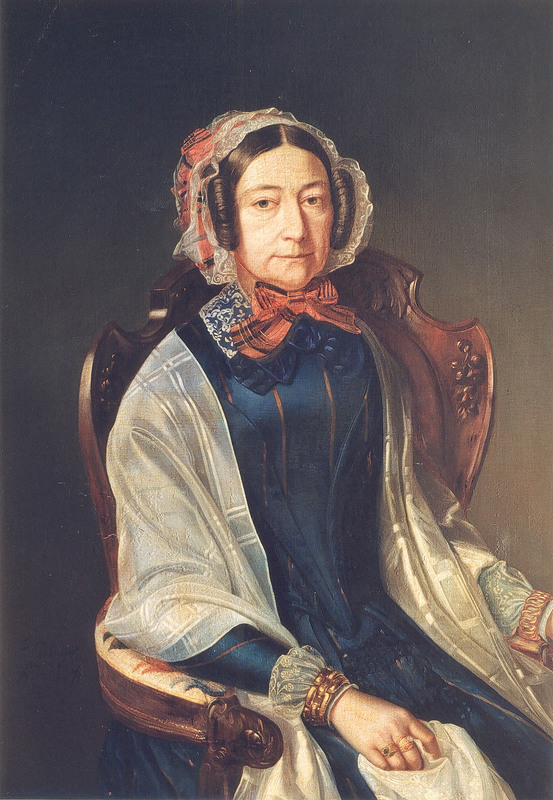
Portrait de son épouse.

Il épouse à 27 ans sa cousine germaine Marie-Françoise, baronne de Lierneux de Presles, le couple a quatre enfants.
Sa fille Émilie, comtesse d'Oultremont de Wégimont et de Warfusée, se marie avec le baron Victor van der Linden d’Hooghvorst (fils du comte Emmanuel van der Linden d'Hooghvorst), puis étant devenue veuve fonde la Société de Marie-Réparatrice, où elle prit le nom de Mère Marie-de-Jésus et devint supérieure générale.
Une cloche armoriée porte sa dédicace, dans la chapelle castrale à Presles.
Son dernier fils Charles d'Oultremont épouse Eugénie, la fille d'Alexandre-François-Ferdinand-Guislain-Marie de Bryas[réf. nécessaire].

## Distinctions
- Croix de fer[6]